# Bolomba
Bolomba este un oraș în  provincia Équateur, Republica Democrată Congo. În 2012 avea o populație de 4 429 de locuitori, iar în 2004 avea 3 675.